# 民主力量联盟 (保加利亚)
民主勢力聯盟（羅馬化：Sayuz na demokratichnite sili (SDS)）是保加利亞政黨，由數個反對當時的保加利亚共产党政府的政治組織在1989年成立。1997年2月，該聯盟轉型為單一政黨。目前該黨是歐洲人民黨成員。

## 歷史
1980年代末期，在托多爾·日夫科夫搖搖欲墜政權下成立的異議團體是本聯盟的基礎。日夫科夫下台後，這些政治團體組成鬆散的政治組織，協調委員會由各團體分派三名成員組成。異議哲學家哲列夫當選黨主席，知名環境科學家彼得·貝倫（Petar Beron）就任秘書長。
民主勢力聯盟在1989年12月7日正式成立，由11個政治團體組成，如生態公開（Ekoglasnost）、保加利亞社會民主工人黨 (聯合)（Bulgarian Social Democratic Workers' Party (United)）和保加利亞「尼古拉·佩特柯夫」農業人民聯盟（Bulgarian Agrarian People's Union "Nikola Petkov"）。接下來數年，六組其他政黨加入：激進民主黨（Radical Democratic Party）、保加利亞綠黨（Green Party of Bulgaria）、民主黨（Democratic Party）、新社會民主黨（New Social Democratic Party）、聯合民主中心（United Democratic Centre）、民主陣線（Democratic Front）。
民主勢力聯盟在1990年選舉敗給保加利亞社會黨，但仍參加迪米塔·伊利耶夫·波波夫（Dimitar Iliev Popov）領導的聯合內閣。1991年5月15日，39名成員因反對新憲法草案離開民主勢力聯盟，成立民主勢力聯盟中心 （SDS-Center）和民主勢力聯盟自由黨（SDS-Liberals）。之後，民主勢力聯盟其他成員在1991年11月組成以菲利浦·狄米特羅夫（Filip Dimitrov）領導的內閣，但1992年9月因不信任動議而下台。社會黨和權利與自由運動（Movement for Rights and Freedoms）成立由柳本·貝羅夫領導的聯合政府。社會黨稍後贏得1995年選舉。
然而，對經濟問題的不滿，造成總理詹·維德諾夫（Zhan Videnov）在1996年年底辭職，民主勢力聯盟以55%的支持度獲得勝選。黨魁伊凡·科斯托夫（Ivan Kostov）籌組新內閣並成功通過數個經濟改革。他在1999年12月獲得歐盟入會會談的邀請。但是，公眾不滿改革所需的社會成本，包括失業與腐敗的指控導致
民主勢力聯盟在2001年6月敗給西美昂二世全國運動（National Movement for Simeon II）。聯合民主勢力（United Democratic Forces）在本次選舉得票率獲得18.2得票率，拿下51席。
前總統彼得·史托亞諾夫在2007年5月20日辭去黨主席。同時，前總理及聯合民主勢力領袖科斯托夫籌組新政黨強大保加利亞民主黨。2005年6月25日議會選舉，聯合民主勢力得票率滑落至8.4%，拿下20席。
歐洲政黨歐洲改革運動（Movement for European Reform, MER）在首次大會中宣布，民主勢力聯盟將可與英國保守黨、捷克公民民主黨成為正式成員。 2007年4月中旬，民主勢力聯盟推翻先前決定，表示中於歐洲人民黨，不會離開歐洲人民黨歐洲議會黨團。2007年5月20日，民主勢力聯盟未能在歐洲議會選舉中拿下席次，導致史托亞諾夫辭職。與歐洲改革運動達成協議的史托亞諾夫下台，表示了該黨將不會加入歐洲改革運動。

## 聯合民主勢力
1997年議會選舉，民主勢力聯盟籌組政治聯盟聯合民主勢力。此聯盟繼續參與其後的選舉。

## 藍色聯盟
2009年初，民主勢力聯盟與強大保加利亞民主黨組成政治聯盟藍色聯盟（The Blue Coalition）參與2009年歐洲議會選舉與2009年保加利亞議會選舉 。

## 黨魁列表
協調委員會主席
- 哲列夫 (1989–1990)
- 彼得·貝倫 (1990)
- 菲利浦·狄米特羅夫 (1990–1994)
- 伊凡·科斯托夫 (1994–1997)

政黨主席
- 伊凡·科斯托夫 (1997–2001)
- 葉卡捷琳娜·米哈伊洛娃（Ekaterina Mikhailova） (2001–2002)
- 娜德茲達·米哈伊洛娃（Nadezhda Mikhailova） (2002–2005)
- 彼得·史托亞諾夫 (2005–2007)
- 普拉曼·尤魯柯夫（Plamen Yurukov） (2007–2008)
- 馬丁·迪米特羅夫（Martin Dimitrov） (2008—)

## 外部連結
- 官方網站 （页面存档备份，存于）